# Concamarise
Concamarise är en ort och kommun i provinsen Verona i regionen Veneto i Italien. Kommunen hade 1 086 invånare (2018).